# Zuid-Arabische Federatie op de Gemenebestspelen

Vlag van de Zuid-Arabische Federatie

De Zuid-Arabische Federatie was een land dat deelnam aan de Gemenebestspelen, ook wel Commonwealth Games. Het nam in 1966 eenmalig deel en won dat jaar geen medailles. Bij de vorige editie in 1962, toen het land nog niet bestond, nam Aden nog deel aan deze Spelen.

## Medailles
| Zuid-Arabische Federatie op de Gemenebestspelen | Zuid-Arabische Federatie op de Gemenebestspelen | Zuid-Arabische Federatie op de Gemenebestspelen | Zuid-Arabische Federatie op de Gemenebestspelen | Zuid-Arabische Federatie op de Gemenebestspelen | Zuid-Arabische Federatie op de Gemenebestspelen |
| ----------------------------------------------- | ----------------------------------------------- | ----------------------------------------------- | ----------------------------------------------- | ----------------------------------------------- | ----------------------------------------------- |
| Jaar                                            | Goud                                            | Zilver                                          | Brons                                           | Totaal                                          | Rang                                            |
| 1966                                            | -                                               | -                                               | -                                               | -                                               | /                                               |